# Uppsala Pride
Uppsala Pride var ett nätverk som anordnade pridefestivaler i Uppsala 2008-2012. Nätverket grundades årsskiftet 2007/2008 sedan Sissela Nordling Blanco och Jonas Göthner under Stockholm Pride fått inspiration att anordna en festival i sin hemstad Uppsala. Uppsala Pride tog tidigt sin egen väg och allt arbete har sedan starten grundats i teorier kring intersektionalitet.
Uppsala Prides vision byggde på intersektionalitet och antirasistisk feminism med ledorden "En annan värld är möjlig". Början av visionen lydde "Uppsala Pride vill vara en plattform för möten, aktivism, gemenskap och förändring. Uppsala Pride vill krossa all diskriminering baserad på kön, könsidentitet, könsuttryck, klass, ras, etnisk tillhörighet, funktionsnedsättning, ålder och sexualitet.".

## Festivaler
Den första årgången av Uppsala Pride hölls 22–25 maj 2008. På den första festivalen låg mycket fokus på Queer-film och festivalen samarbetade på filmsidan med Gay Film Festival Hamburg och Uppsala Internationella Kortfilmfestival. Bland talare och artister på festivalen 2008 kan nämnas Bunny Rabbit, Mapei, Tiina Rosenberg, Lawen Mohtadi, OddFellas, Lissi Dancefloor Disaster, Strula med Siri, Andy Candy, Monica Amante, Fanny Ambjörnsson och Lulf Rondell. Festivalen hade ca 1 500 besökare och en budget på 300 000 kronor.
Det andra året festivalen hölls så ägde den rum 27–31 maj 2009. Bland artister och föreläsare märks Lynnee Breedlove, Pia Laskar, Club Wotever, Jan Hammarlund, Diamond Daggers, Syster Sol och Lukas Romson. Festivalen hade 2009 omkring 2 500 besökare och en budget på 400 000 kronor.
Uppsala Pride 2010 gick av stapeln 4–7 november. Det årets festival hade antirasism som tema och nätverket fick i januari 2010 ett stipendium på 70 000 kronor från Olof Palmes minnesfond för att driva antirasistiskt arbete. Festivalen genomfördes detta år i samarbete med Interfem. Bland artister och föreläsare som detta år hade en ännu tydligare internationell karaktär kan nämnas Staceyann Chin, Parvin Ardalan och Jessica Hoffman.

## Kritik
Inför Uppsala Pride 2012 beslutade samordningsgruppen för festivalen att Liberala ungdomsförbundet och Folkpartiet inte var välkomna att delta som organisationer eftersom deras politik inte överensstämde med Uppsala Prides politiska visioner. Detta ledde till att vissa organisationer, bland annat RFSU och Miljöpartiet, valde att inte delta. Folkpartiet och Liberala ungdomsförbundet anordnade en egen Prideparad med namnet "Pride för alla".
Inte heller polisen, gaypolisen eller Försvarsmakten tilläts delta.